# Коритнянська сільська рада (Ужгородський район)
Коритня́нська сільська́ ра́да — колишній орган місцевого самоврядування в Ужгородському районі Закарпатської області. Адміністративний центр — село Коритняни.

## Загальні відомості
- Населення ради: 2 744 особи (станом на 2001 рік)

## Історія
Закарпатська обласна рада рішенням від 3 лютого 2014 року в Ужгородському районі перейменувала Коритнянівську сільраду на Коритнянську.

## Населені пункти
Сільській раді були підпорядковані населені пункти:
- с. Коритняни
- с. Кінчеш

## Склад ради
Рада складалася з 14 депутатів та голови.
- Голова ради: Манді Маріанна Іванівна

### Керівний склад попередніх скликань
| ПІБ                     | Основні відомості                                                         | Дата обрання | Дата звільнення |
| ----------------------- | ------------------------------------------------------------------------- | ------------ | --------------- |
| Вайда Іван Миколайович  | Сільський голова, 1954 року народження                                    | 26.03.2006   | 31.10.2010      |
| Манді Маріанна Іванівна | Сільський голова, 1961 року народження, освіта вища, член Народної партії | 31.10.2010   |                 |

Примітка: таблиця складена за даними джерела